# ویتوریو بلودره
ویتوریو بلودره (ایتالیایی: Vittoria Belvedere؛ زادهٔ ۱۷ ژانویهٔ ۱۹۷۲) مدل و بازیگر اهل ایتالیا است.
از فیلم‌ها یا مجموعه‌های تلویزیونی که وی در آن‌ها نقش داشته‌است، می‌توان به پاپ ژان پل دوم، ساحل و جنایت‌های شخصی اشاره نمود.